# Cukrownia Krasnystaw
Cukrownia Krasnystaw – cukrownia w Siennicy Nadolnej, gmina Krasnystaw, województwo lubelskie, która została zbudowana w połowie lat 70. XX w. W 1976 roku odbył się jej pierwszy rozruch. Projektowana zdolność przerobowa wynosiła 4800 ton buraków cukrowych na dobę.
Obecnie jest oddziałem Krajowej Spółki Cukrowej S.A. w Toruniu.